# Valdo Filho
Valdo Filho (nacido el 12 de enero de 1964) es un exfutbolista y entrenador brasileño que se desempeñaba como centrocampista. Actualmente dirige a la Selección de fútbol de la República del Congo. 
Valdo Filho jugó 45 veces y marcó 4 goles para la selección de fútbol de Brasil entre 1987 y 1993.

## Clubes

### Como jugador
| Club                   | País     | Año       |
| ---------------------- | -------- | --------- |
| Figueirense            | Brasil   | 1983      |
| Grêmio                 | Brasil   | 1984-1988 |
| SL Benfica             | Portugal | 1988-1991 |
| París Saint-Germain FC | Francia  | 1991-1995 |
| SL Benfica             | Portugal | 1995-1997 |
| Nagoya Grampus Eight   | Japón    | 1997-1998 |
| Cruzeiro               | Brasil   | 1998-2000 |
| Santos                 | Brasil   | 2000-2001 |
| Atlético Mineiro       | Brasil   | 2001-2002 |
| Juventude              | Brasil   | 2002      |
| São Caetano            | Brasil   | 2003      |
| Botafogo               | Brasil   | 2003-2004 |

### Como entrenador
| Club               | País                | Año       |
| ------------------ | ------------------- | --------- |
| União SJEC         | Brasil              | 2010      |
| Pedrabranca FC     | Brasil              | 2010-2012 |
| FCA Brazzaville    | República del Congo | 2017-2018 |
| Selección Nacional | República del Congo | 2018-2021 |

### Selección nacional
| Selección | País   | Año       |
| --------- | ------ | --------- |
| Absoluta  | Brasil | 1987-1993 |

## Estadística de equipo nacional
| Selección de fútbol de Brasil | Selección de fútbol de Brasil | Selección de fútbol de Brasil |
| Año                           | Part.                         | Goles                         |
| ----------------------------- | ----------------------------- | ----------------------------- |
| 1987                          | 11                            | 4                             |
| 1988                          | 6                             | 0                             |
| 1989                          | 17                            | 0                             |
| 1990                          | 7                             | 0                             |
| 1991                          | 0                             | 0                             |
| 1992                          | 2                             | 0                             |
| 1993                          | 2                             | 0                             |
| Total                         | 45                            | 4                             |